# Milano-München
La Milano-Monaco di Baviera fu una corsa maschile di ciclismo su strada organizzata in maniera discontinua tra il 1894 e il 1940.
Nelle prime tre edizioni, nel 1894, 1910 e 1912, si svolse come corsa in linea di lunga distanza, su un percorso tra i 587 e i 598 km. Nel 1937 venne rilanciata come corsa a tappe di tre giorni, riservata ai dilettanti, tra Milano e Monaco di Baviera. Nel 1938 e nel 1940 venne disputata in senso opposto, ovvero da Monaco di Baviera a Milano, mentre nel 1939 si tenne nella direzione "consueta"; in queste ultime quattro edizioni fu riservata solamente ai ciclisti di Austria (nel 1938 divenuta una provincia tedesca), Germania e Italia.

## Albo d'oro
| Anno      | Vincitore          | Secondo           | Terzo              |
| --------- | ------------------ | ----------------- | ------------------ |
| 1894      | Josef Fischer      | Max Reheis        | Ferenc Gerger      |
| 1895-1909 | non disputata      | non disputata     | non disputata      |
| 1910      | Peter Strasser     | Fritz Schreiner   | Jakob Beck         |
| 1911      | non disputata      | non disputata     | non disputata      |
| 1912      | Georg Schmid       | Jakob Beck        | Suter Frantz       |
| 1913-1936 | non disputata      | non disputata     | non disputata      |
| 1937      | Richard Menapace   | Guerrino Tomasoni | Giuseppe Montobbio |
| 1938      | Mario De Benedetti | Hans Haller       | Werner Richter     |
| 1939      | Aldo Ronconi       | Giovanni Brotto   | Willy Meurer       |
| 1940      | Doro Morigi        | Harry Saager      | Hans Preiskeit     |